# Ježni Vrh
Ježni Vrh je naselje v Občini Šmartno pri Litiji.